# Административно-территориальное деление Армении
Административно-территориальными единицами Республики Армения являются марзы (арм. մարզեր "области") и общины, среди которых выделяется город Ереван и его административные районы. Община может включать один или несколько населённых пунктов. Республика Армения является унитарным государством, которое делится на самостоятельный город Ереван и 10 марзов (областей): Армавирский, Ширакский, Арагацотнский, Гегаркуникский, Котайкский, Вайоцдзорский, Араратский, Лорийский, Сюникский и Тавушский.

## Описание
Территория Республики Армения делится на десять областей и город Ереван.
Территории областей образованы из включённых в неё территорий общин и других, являющихся государственной собственностью, земельных территорий и водных пространств.
В областях осуществляется государственное управление, а в Ереване и других общинах — местное самоуправление. Губернаторы (марзпеты) назначаются и освобождаются от должности Правительством Республики Армения. Эти постановления Правительства ратифицируются Президентом страны. Органы местного самоуправления — совет старейшин общины и руководитель общины (мэр города, сельский староста) — избираются на четырёхлетний срок по мажоритарной системе. Мэр Еревана избирается Советом Старейшин города, который в свою очередь избирается жителями Еревана по пропорциональной системе на четырёхлетний срок.
Границы областей и города Еревана, границы населённых пунктов и административные районов на территории Еревана оговорены в Законах Республики Армения «Об административно-территориальном делении Республики Армения» и «О местном самоуправлении в городе Ереване» описаны и обозначены на топографических картах по мере их подготовки и представления в Национальное Собрание Правительством Республики Армения.
По состоянию на 2011 год в республике насчитывалось 953 села, 48 городов, 932 общины, из которых 871 сельская и 61 городская.
Перечень населённых пунктов и общин Республики Армения, порядок изменения и переименования определены в упомянутом Законе.
| №   | Область                | Оригинальное название | Площадь, км² | Население (2011) | Население (01.04.2020) | Изменение | Административный центр |
| --- | ---------------------- | --------------------- | ------------ | ---------------- | ---------------------- | --------- | ---------------------- |
| 1.  | Арагацотнская область  | Արագածոտնի մարզ       | 2756         | 132 900          | 124 600                | −6,2 %    | Аштарак                |
| 2.  | Араратская область     | Արարատի մարզ          | 2090         | 260 400          | 256 400                | −1,5 %    | Арташат                |
| 3.  | Армавирская область    | Արմավիրի մարզ         | 1242         | 265 800          | 263 700                | −0,8 %    | Армавир                |
| 4.  | Вайоцдзорская область  | Վայոց Ձորի մարզ       | 2308         | 52 300           | 48 500                 | −7,3 %    | Ехегнадзор             |
| 5.  | Гегаркуникская область | Գեղարքունիքի մարզ     | 5349         | 235 100          | 227 300                | −3,3 %    | Гавар                  |
| 6.  | Котайкская область     | Կոտայքի մարզ          | 2680         | 254 400          | 250 800                | −1,4 %    | Раздан                 |
| 7.  | Лорийская область      | Լոռու մարզ            | 3799         | 235 500          | 212 800                | −9,6 %    | Ванадзор               |
| 8.  | Сюникская область      | Սյունիքի մարզ         | 4506         | 141 800          | 137 000                | −3,4 %    | Капан                  |
| 9.  | Тавушская область      | Տավուշի մարզ          | 2704         | 128 600          | 121 200                | −5,8 %    | Иджеван                |
| 10. | Ширакская область      | Շիրակի մարզ           | 2680         | 251 900          | 230 800                | −8,4 %    | Гюмри                  |
| №   | Город                  | Оригинальное название | Площадь, км² | Население (2011) | Население (01.04.2020) | Изменение | Административный центр |
| —   | Ереван                 | Երևան                 | 223          | 1 060 100        | 1 083 800              | +2,2 %    | —                      |

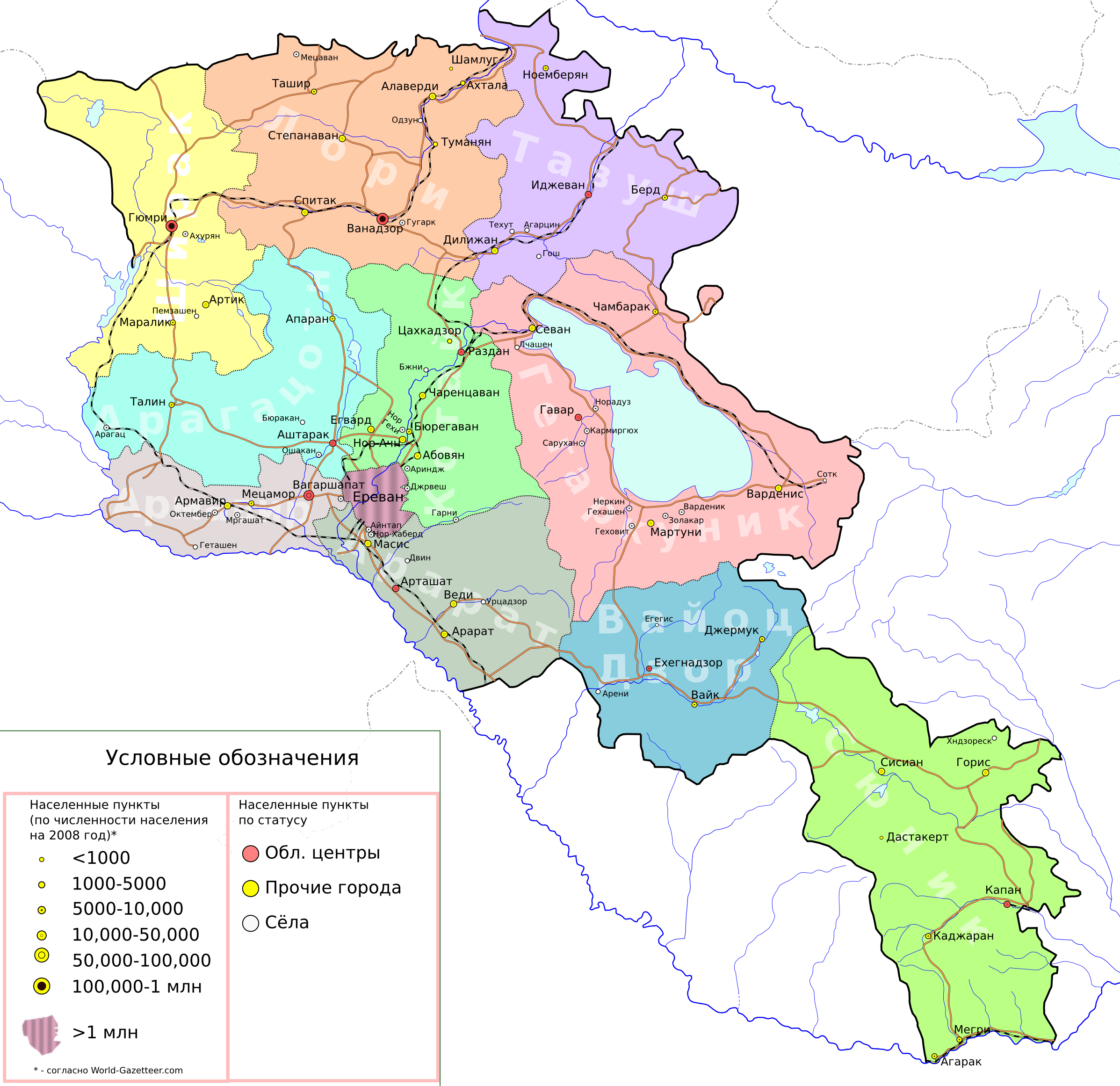
Карта Армении с указанием центров марзов (областей) и других городов.

## История административного деления в Армении
В XIX веке после присоединения армянских земель к Российской империи на территории Армении установилось типичное для империи административно-территориальное устройство. В Кавказском наместничестве были созданы губернии и области, которые делились на уезды и округа.
Исторические армянские земли с компактным проживанием армянского населения входили в состав 4 административных единиц Российской империи (по состоянию на 1917 год):
- Эриванская губерния, состоявшая из 7 уездов: Александропольский, Нахичеванский, Новобаязетский, Сурмалинский, Шаруро-Даралагезский, Эриванский, Эчмиадзинский;
- Карсская область, состоявшая из 4 округов: Ардаганский, Кагызманский, Карсский, Ольтинский;
- Лорийский участок Борчалинского, Ахалкалакский уезды Тифлисской губернии;
- Нагорная часть Елизаветпольской губернии: западная часть Джеванширского, юго-западная часть Елизаветпольского, Зангезурский, юго-западная часть Казахского, северо-западная часть Джебраильского, западная часть Шушинского уездов.

### В XX веке
После распада Закавказской демократической федеративной республики 28 мая 1918 года в Тифлисе была провозглашённая независимая Республика Армения (т. н. Первая Республика Армения, в различных источниках указываются разные официальные названия: Республика Армения, Демократическая Республика Армения (Армянская демократическая республика), Араратская Республика (Республика Арарат), Эриванская Республика (Ереванская Республика, Республика Эривань/Ереван). Самостоятельное армянское государство претендовало на территорию Эриванской губернии и Карсской области, а также на часть территории Елизаветпольской губернии (Зангезурский уезд, горные районы Джеванширского, Карягинского, Шушинского, Казахского и Елизаветпольского уездов) и Тифлисской губернии (Ахалкалакский и южная часть Борчалинского уездов) бывшей Российской империи, что примерно соответствовало территории исторической Восточной Армении.
К началу 1917 года, итоги военной кампании на Кавказском фронте «превзошли ожидания русского командования». Русская императорская армия продвинулась вглубь Османской империи более чем на 250 км, овладев важнейшими и крупными городами и районами Турецкой Армении — Эрзерумом, Ваном, Трапезундом, Эрзинджаном и Мушем.
На занятых русскими войсками территориях Турецкой Армении был установлен административный режим, созданы подчинённые военному командованию военно-административные округа. 8 (21) июня Николай II утвердил «Временное положение по управлению областями Турции, занятых по праву войны». Оно предусматривало создание временного военного генерал-губернаторства, которое разделялось на области, округа и участки. К началу 1917 года во все округа, на которые разделялось временное генерал-губернаторство, были назначены начальники (всего 29 округов). Округа, в свою очередь, делились на участки, возглавляемые участковыми начальниками. Как правило, главами округов и областей назначались русские военные выше чина капитана. В городах и районах предусматривалось создание департаментов полиции первого, второго и третьего рангов. Вводилась фискальная и судебная системы. Особое внимание уделялось продовольственному снабжению как армии, так и гражданских лиц и беженцев. Армянским представителям высшие посты не доверялись, их назначали, в основном, на второстепенные должности. Первым генерал-губернатором завоёванных областей стал генерал-лейтенант Н. Н. Пешков.
По Севрскому договору 1920 года (не ратифицированному и не вступившему в силу) за ней признавались также бо́льшая часть территории, отвоёванная в период Первой мировой войны Российской Императорской армией.
Согласно закону об административно-территориальном делении от 25 мая 1920 года территория Республики Армения была разделена на 4 губернии (наханга):
- Араратская губерния (центр — г. Ереван (Эривань)), состоявшая из 8 уездов (гаваров) — Ереван, Эчмиадзин, Нор Баязет (Ново-Баязет), Сурмалу, Шарур, Даралагяз, Нахиджеван (Нахичевань) и Гохтан.

- Ширакская губерния (центр — г. Александрополь), состоявшая из 3 уездов (гаваров) — Александрополь (Гюмри), Караклис и Дилижан. Впоследствии уезд Дилижан был выделен из Ширакской губернии в качестве временной отдельной административно-территориальной единицы. В заявленную территорию губернии входили находившаяся под совместным армяно-грузинским кондоминиумом Лорийская нейтральная зона, а также контролировавшиеся Грузией Ахалкалакский и часть Борчалинского уездов.

- Ванандская губерния (центр — г. Карс), состоявшая из 4 уездов (гаваров) — Карс, Ардахан (Ардаган), Ольти (Ольты) и Кагзван (Кагызман).
- Сюникская губерния (центр — г. Горис). состоявшая из 3 уездов (гаваров) — Зангезур, Капан и Арцах. В заявленную территорию губернии входили контролировавшиеся Азербайджаном части Джеванширского и Елизаветпольского уездов.

В 1920-е годы Армянская ССР делилась на уезды (в 1926 году их было 9). В 1929 году территория республики была разделена на 5 округов (Зангезурский, Ленинаканский, Лорийский, Севанский и Эриванский), которые, в свою очередь, делились на районы. Уже через год округа были упразднены, и районы перешли непосредственно в республиканское подчинение. Число районов колебалось в пределах 26-36. В январе 1952 Армянская ССР вновь была разделена на округа: Ереванский, Кироваканский и Ленинаканский. Однако в мае 1953 года окружное деление упразднили, как неэффективное. Административное деление Армянской ССР неоднократно изменялось. В 1970 году в республике было 34 района, 23 города и 28 посёлков городского типа. В 1987 году в республике насчитывалось 37 районов и 22 города республиканского подчинения:

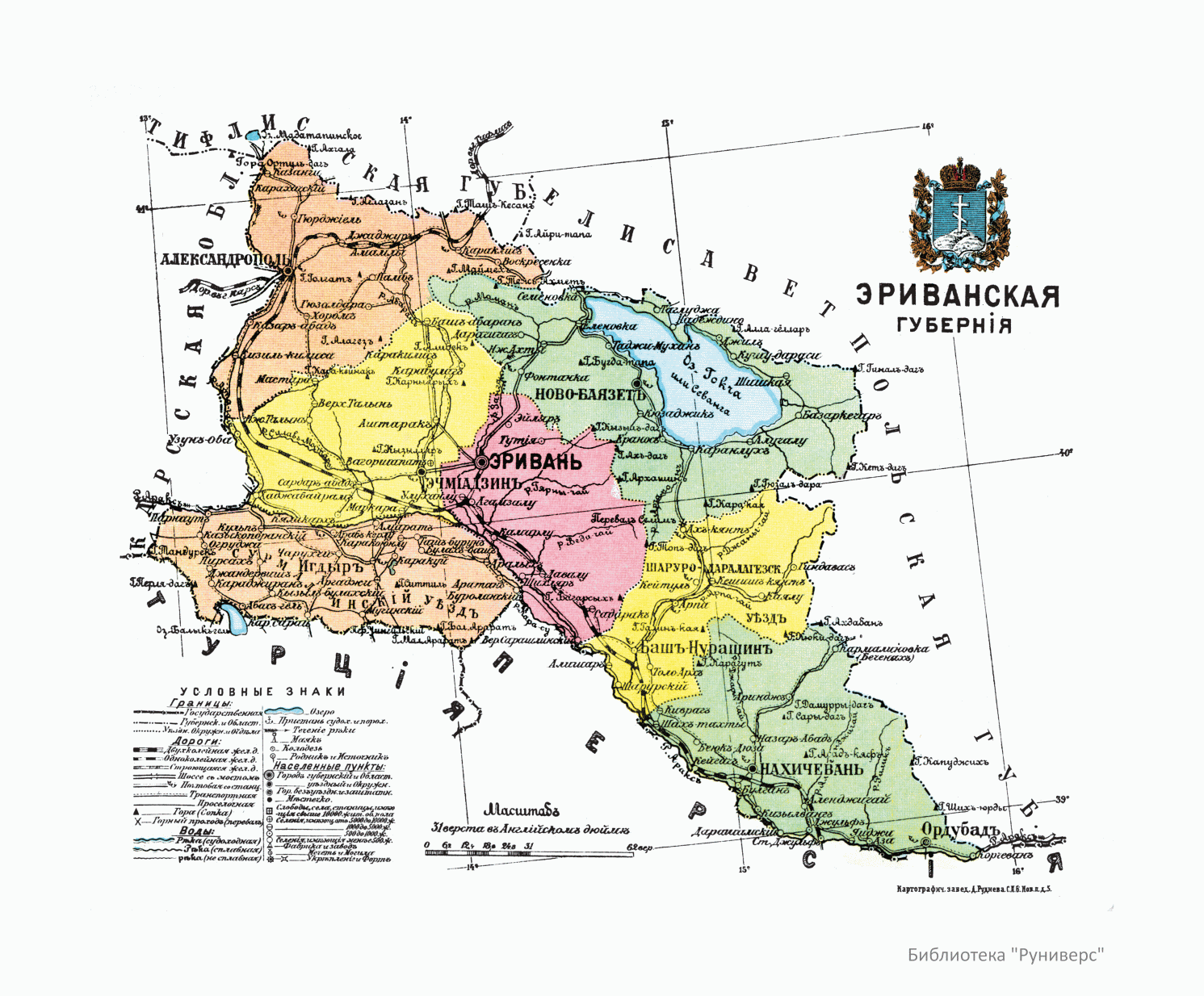
АТД Эриванской губернии в 1913 году.
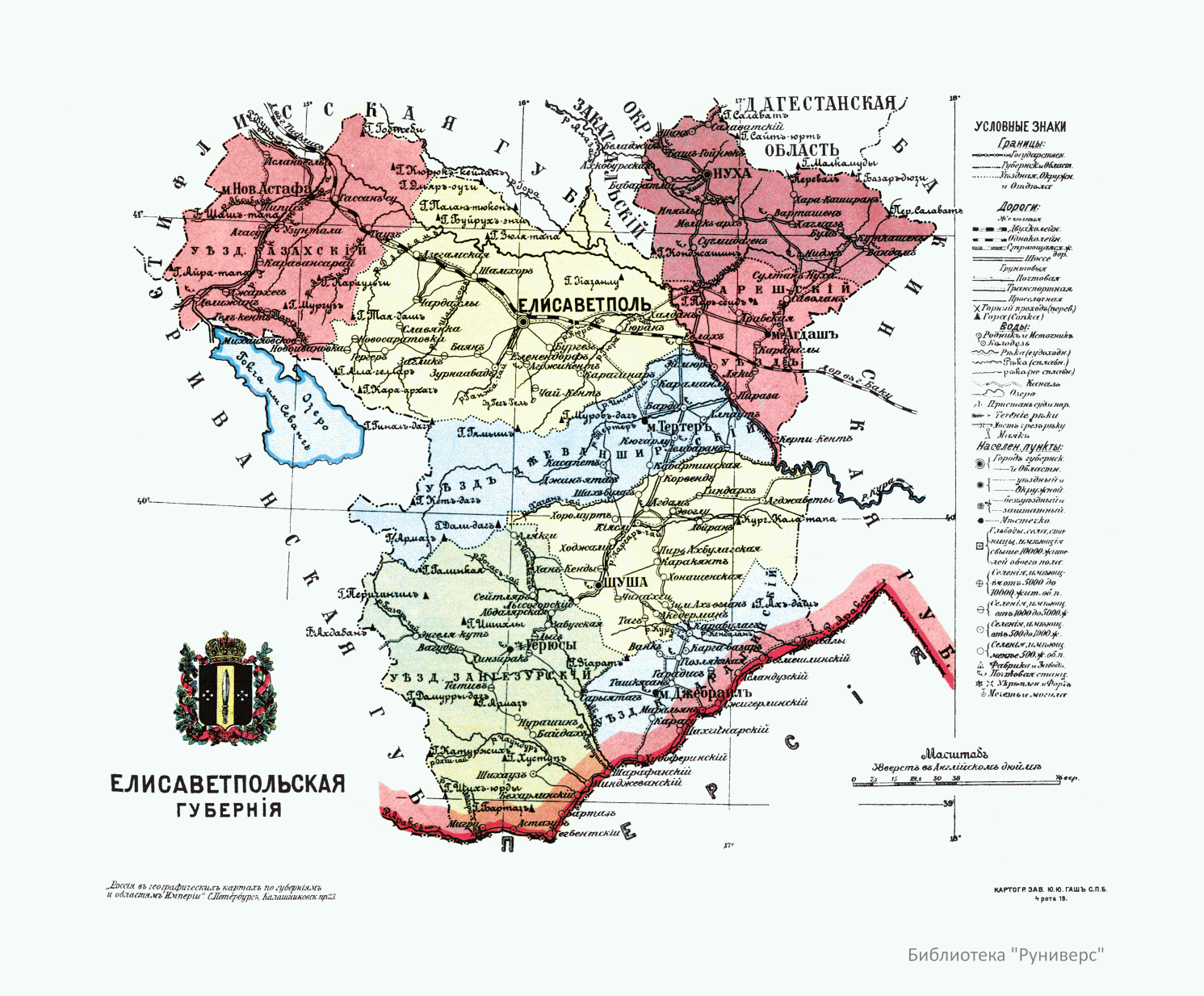
АТД Елизаветпольской губернии в 1913 году
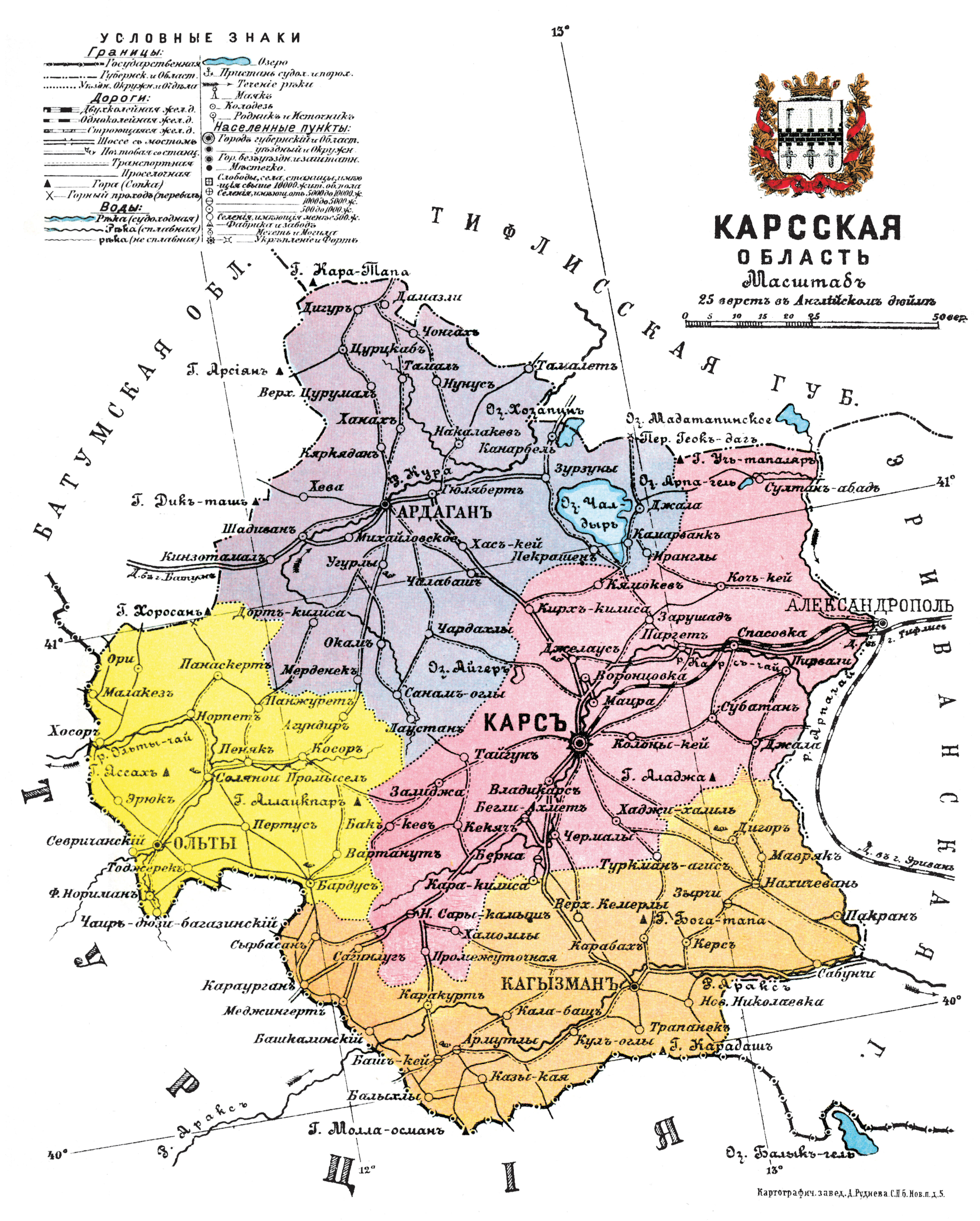
АТД Карсской области в 1913 году
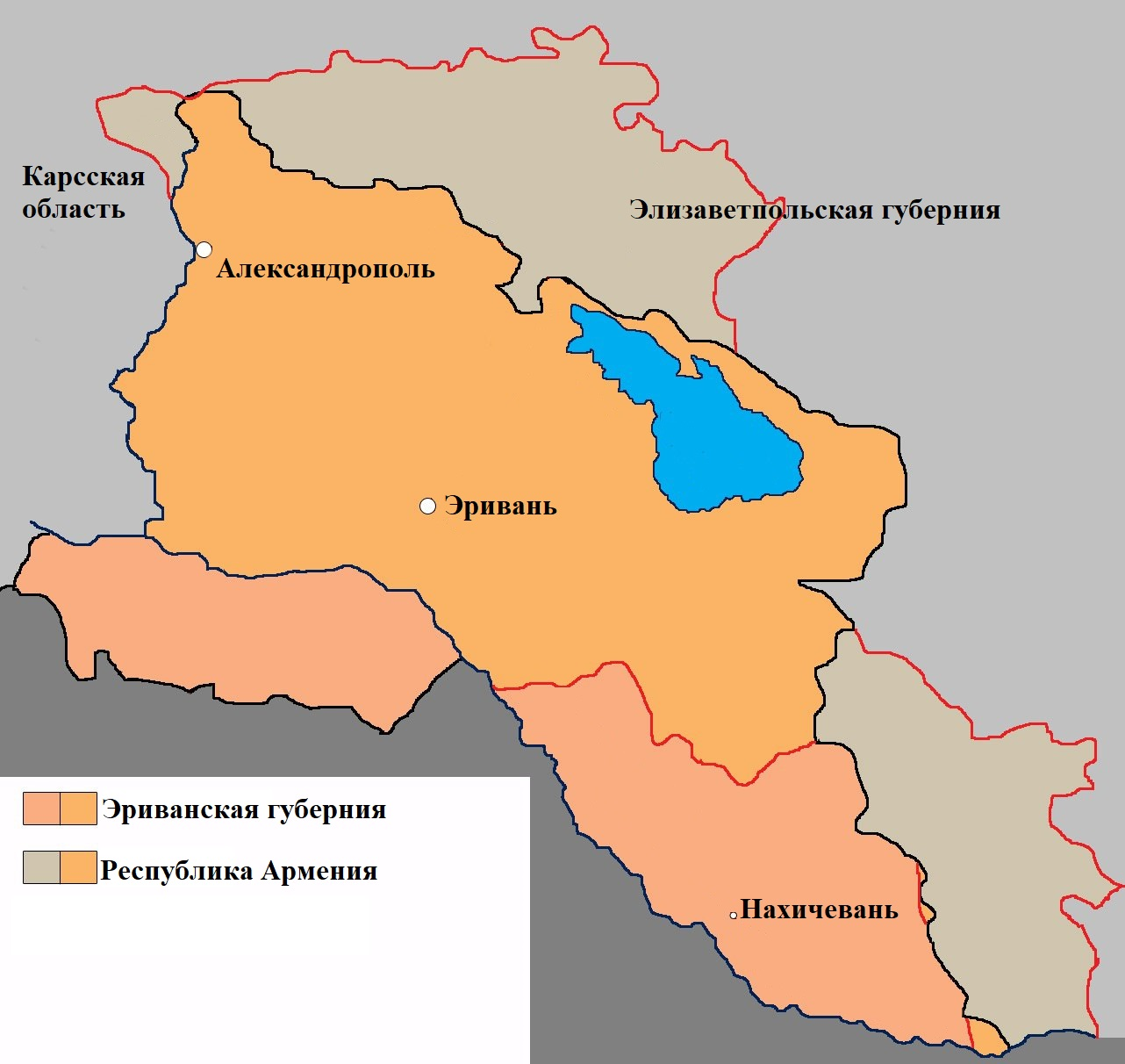
Сравнение территорий Эриванской и Елизаветпольской губернии - Республики Армения
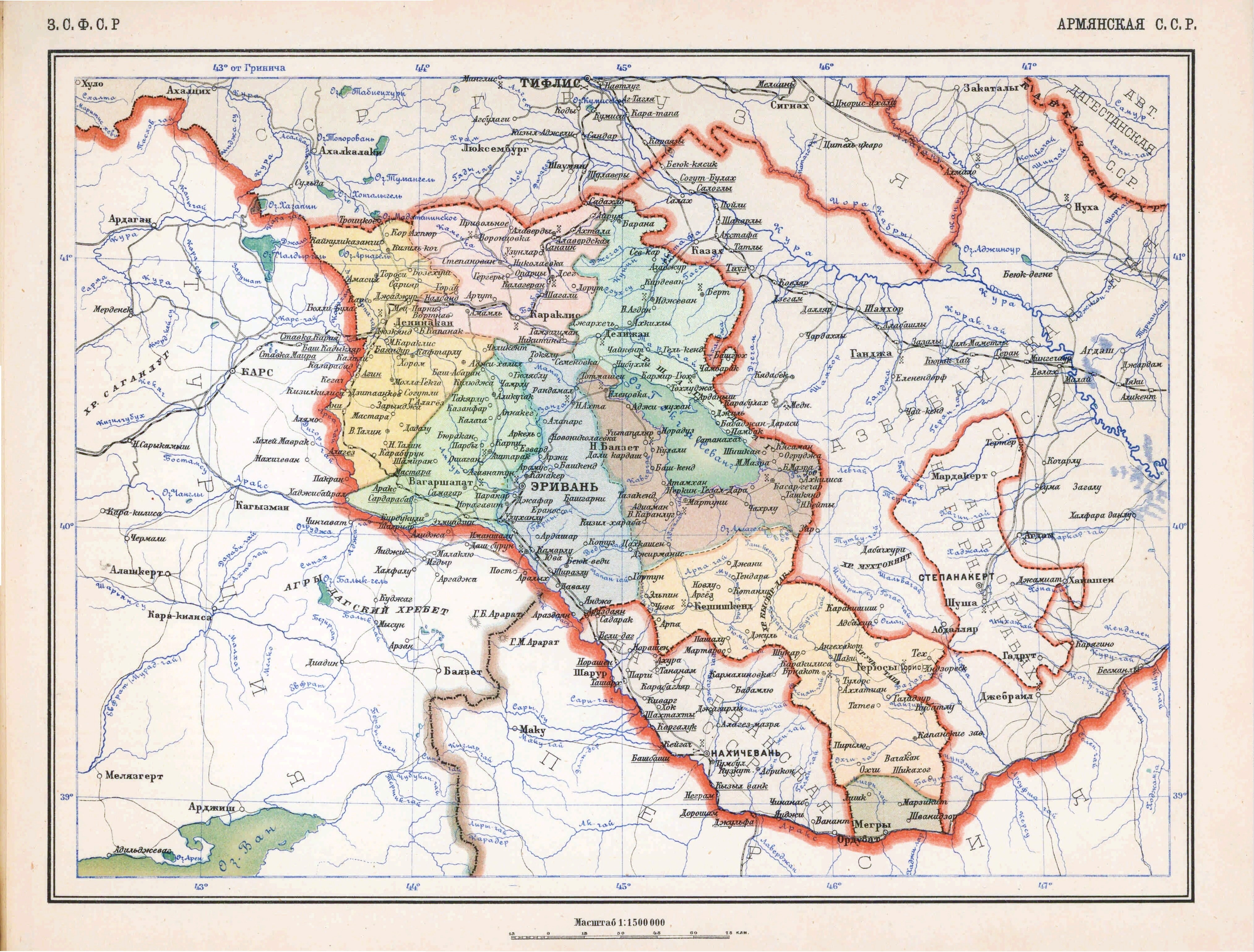
АТД Армянской ССР в 1928 году
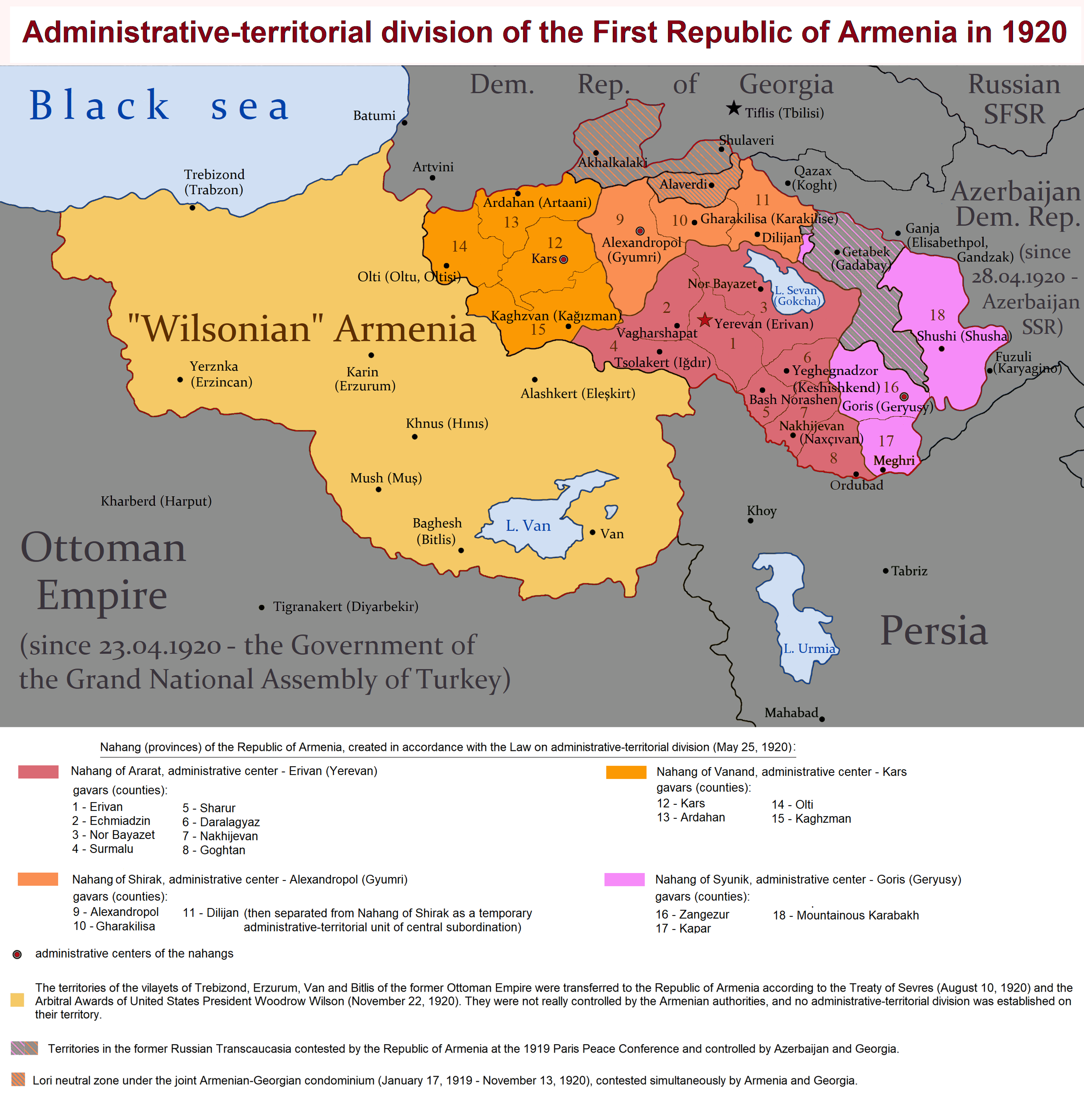
Административно-территориальное деление Первой Республики Армения в 1920 г.
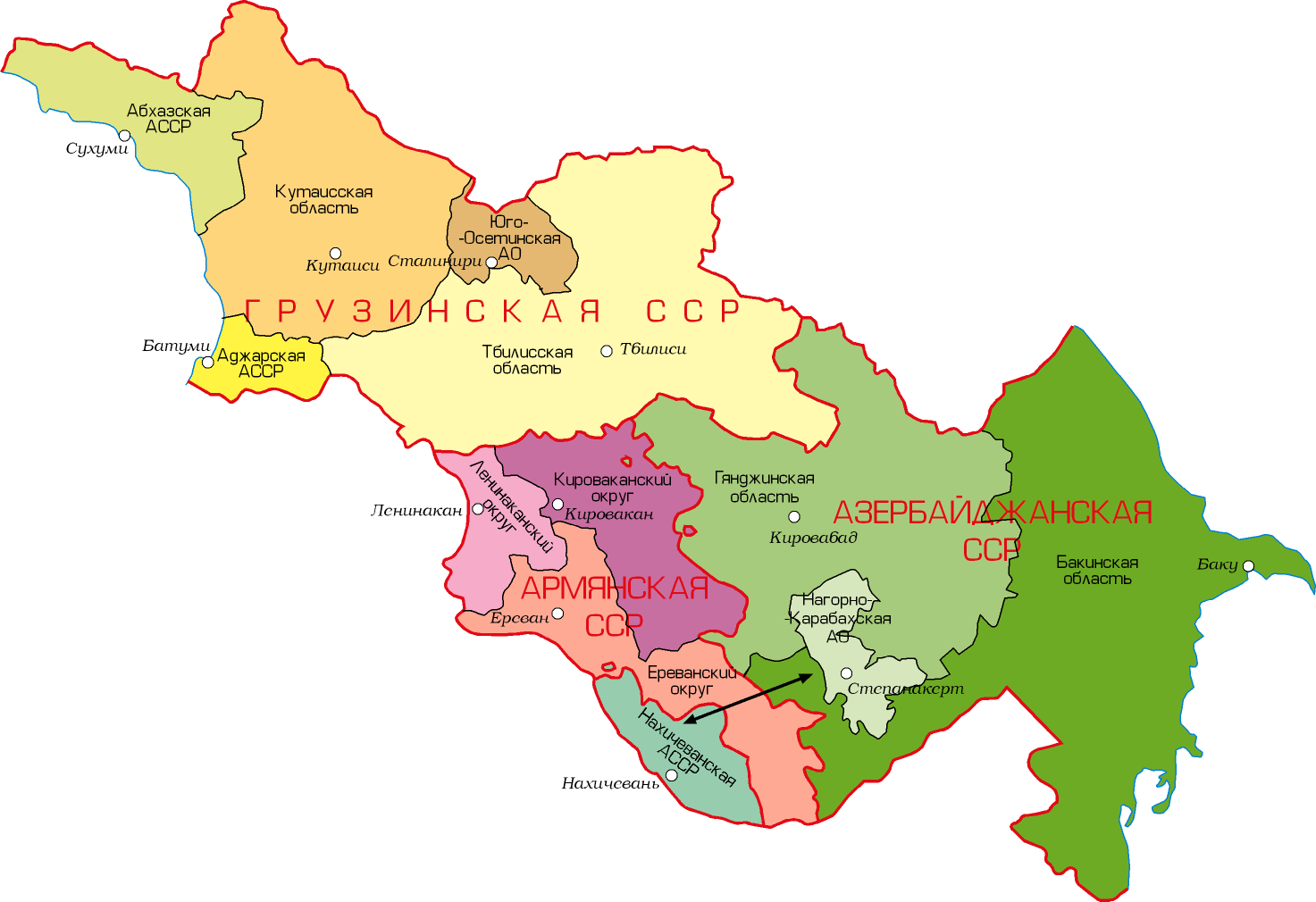
Административно-территориальное деление Закавказья в 1952—1953 гг.
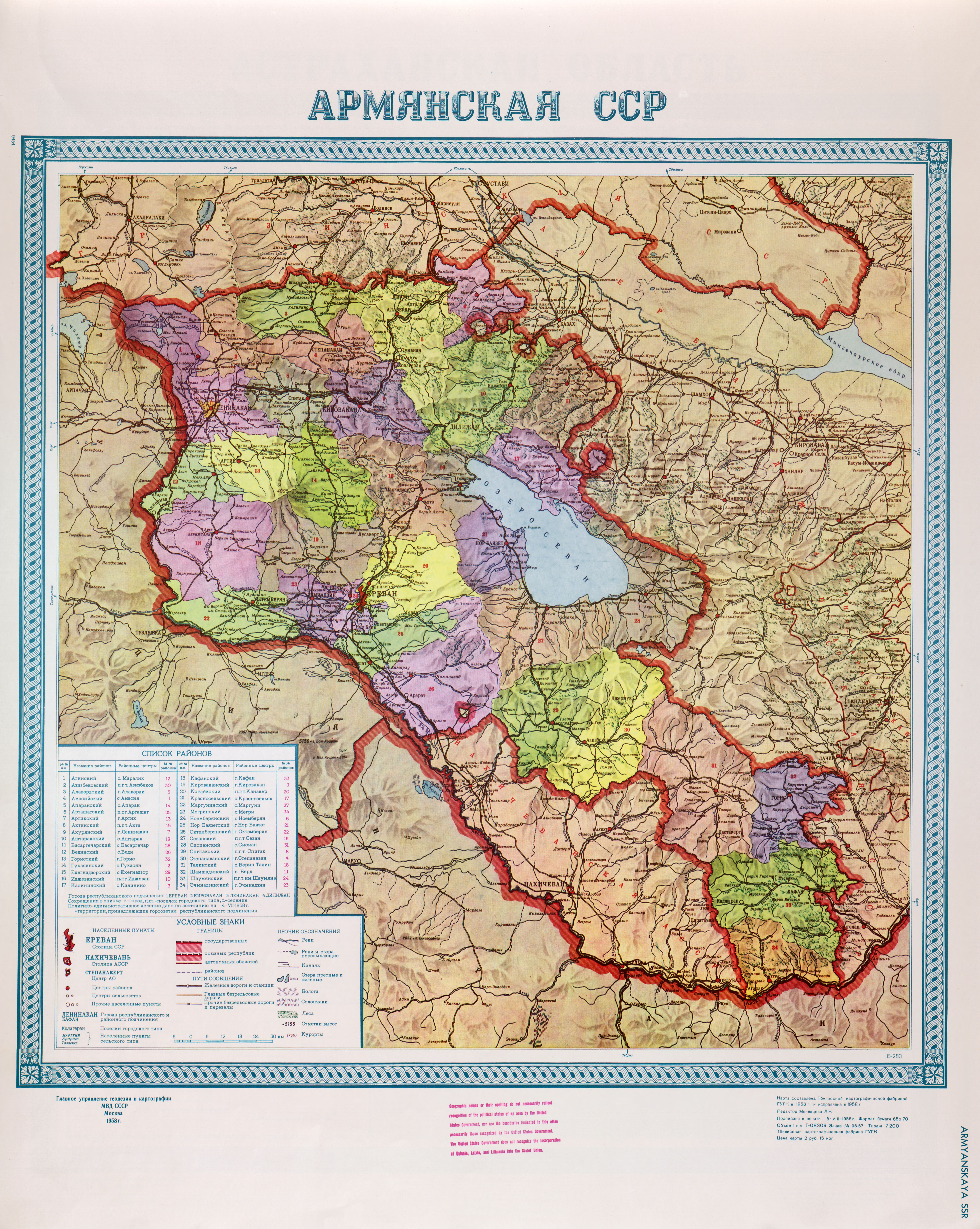
АТД Армянской ССР в 1958 году
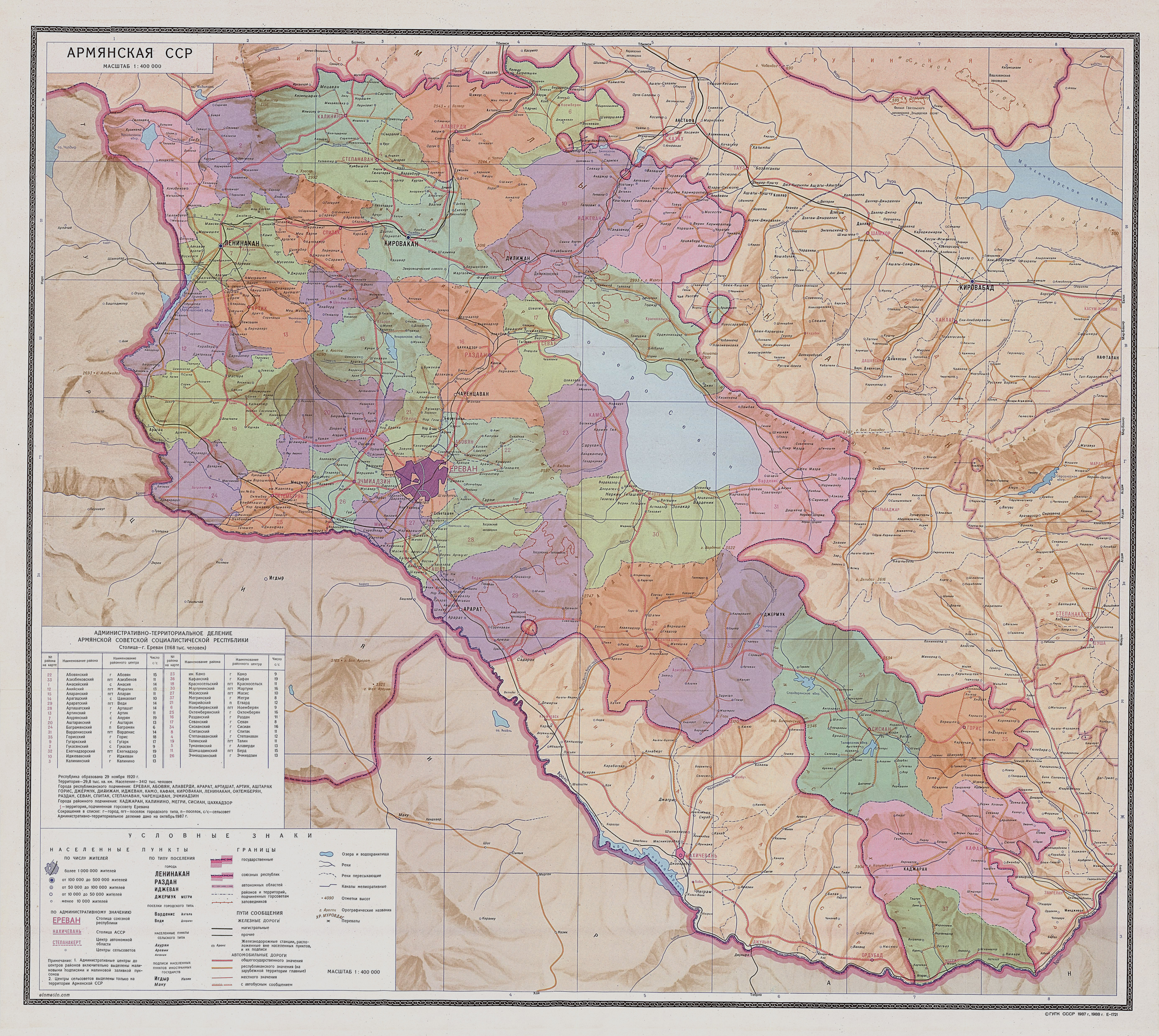
АТД Армянской ССР в 1988 году

| Абовянский район Азизбековский район Амасийский район Анийский район Апаранский район Арагацский район Араратский район Арташатский район Артикский район Ахурянский район Аштаракский район Баграмянский район Варденисский район Горисский район Гугаркский район Гукасянский район Ехегнадзорский район Иджеванский район Калининский район Имени Камо, район Кафанский район Красносельский район Мартунинский район Масисский район Мегринский район Наирийский район Ноемберянский район Октемберянский район Разданский район Севанский район Сисианский район Спитакский район Степанаванский район Талинский район Туманянский район Шамшадинский район Эчмиадзинский район | город Абовян город Алаверди город Арарат город Арташат город Артик город Аштарак город Горис город Джермук город Дилижан город Ереван город Иджеван город Камо город Кафан город Кировакан город Ленинакан город Октемберян город Раздан город Севан город Спитак город Степанаван город Чаренцаван город Эчмиадзин |

июле 1995 года было введено ныне существующее деление на области (марзы).

### В XXI веке
В Армении местное самоуправление осуществляется в общинах. Община может состоять из одного или нескольких населенных пунктов. Процесс укрупнения (объединения населенных пунктов в общины) начатый при правлении РПА продолжается и после смены правительства в 2018 году. На февраль 2021 года насчитываются 53 укрупненные общины.

## Высокогорные поселения
Около 30 % населённых пунктов Армении находятся в горных и высокогорных условиях; они включают 13 городских и 363 сельских поселения, в том числе по высотным зонам:
- 1700—2000 м — 8 городов и 202 села
- 2000—3000 м — 5 городов и 161 село[14]